# 8240 KLO
"8240 KLO"는 1966년 공개된 대한민국의 영화이다.

## 배역
- 박암
- 남궁원
- 독고성
- 장혁
- 최정훈
- 최지희
- 전창근
- 황정순
- 전계현
- 조항
- 전택이
- 이해룡
- 이영
- 양일민
- 김기범
- 임해림
- 윤일주
- 문미봉
- 성주헌
- 송해
- 문희

## 수상
- 1966년 제5회 대종상
  - 우수반공영화상 - 제일영화